# Parigi-Roubaix 1900
La Parigi-Roubaix 1900, quinta edizione della corsa, si svolse il 15 aprile 1900 su un percorso di 268 km. La vittoria fu appannaggio del francese Émile Bouhours, che completò il percorso in 7h10'30", precedendo il tedesco Josef Fischer e l'italiano Maurice Garin.
Presero il via da Chatou 23 ciclisti, 10 di essi tagliarono il traguardo di Roubaix (furono 6 francesi, 2 belgi, 1 tedesco ed italiano).

## Ordine d'arrivo (Top 10)
| Pos. | Corridore             | Squadra | Tempo      |
| ---- | --------------------- | ------- | ---------- |
| 1    | Émile Bouhours        | -       | 7h10'30"   |
| 2    | Josef Fischer         | Diamant | a 18'00"   |
| 3    | Maurice Garin         | -       | a 38'30"   |
| 4    | Lucien Itsweire       | -       | a 56'30"   |
| 5    | Oscar Lepoutre        | -       | a 1h55'30" |
| 6    | Édouard Simon         | -       | a 3h29'30" |
| 7    | Edmond Dubreucq       | -       | a 3h37'30" |
| 8    | Hyppolite Aucouturier | -       | a 4h01'30" |
| 9    | Emile Paigie          | -       | a 5h04'30" |
| 10   | Lucien Pothier        | -       | a 5h39'30" |